# Biafra
Biafra fue el nombre que tomó la región sudoriental de Nigeria al proclamar su independencia de este país e instituirse como una república el 30 de mayo de 1967. Subsistió como Estado independiente hasta el 15 de enero de 1970, tras la capitulación oficial de las fuerzas biafreñas el 12 de enero. En el momento de su constitución, el Estado biafreño ocupaba unos 76 400 km² y estaba habitado por unos 13 millones de personas, la mitad de ellas de etnia igbo (también conocidos como igbos e iboleses). Recibió su nombre de la bahía de Biafra, que Nigeria renombraría tras el conflicto con los separatistas con el nombre de bahía de Bonny.

## Historia
En enero de 1966 hubo un intento de golpe de Estado en Nigeria, comandado por oficiales de etnia ibo, que resultó cruento y breve. En mayo y septiembre del mismo año, grupos de emigrantes ibos fueron objeto de matanzas en masa en el norte del país. La mayor parte de los 8 millones de ibos nigerianos vivían en la que por aquel entonces era conocida como la Región Oriental de Nigeria, que tenía como gobernador militar al teniente coronel Chukwuemeka Odumegwu Ojukwu, de etnia igbo. Fue él quien declaró la independencia del territorio, localizando su capital en la ciudad de Enugu. Mientras, sus tropas comenzaron a confiscar recursos federales del Estado nigeriano, tales como los vehículos postales de circulación interna del país.
Biafra fue reconocido únicamente por cinco países: Gabón, Haití, Costa de Marfil, Tanzania y Zambia. Otras naciones la apoyaron de otras maneras, sin reconocerla oficialmente, como Francia, Portugal, Rodesia o Sudáfrica, que ayudaron con asistencia militar y financiera. Por su parte, Israel le suministró las armas capturadas en la Guerra de los Seis Días. Sin embargo, el apoyo clandestino sudafricano (con la política del apartheid) y portugués disuadió a más Estados africanos, que de otro modo podrían haber respaldado su causa.

Mapa de Biafra.

Inicialmente, Nigeria respondió con un bloqueo económico, pero el 6 de julio de 1967 comenzó a llevar tropas a la zona. Tras algunos éxitos iniciales por parte de la nueva república, tales como la ocupación de la región del medio oeste nigeriano en julio y agosto, las tropas nigerianas invadieron suelo biafreño e iniciaron una guerra de exterminio en la que llevaron la iniciativa y reconquistaron progresivamente el territorio, mientras que las fuerzas locales se limitaban a contraatacar. El avance nigeriano obligó a que la capital biafreña fuera transferida de Enugu a Aba, hacia finales de año a Umuahia y finalmente a Owerri, en 1969, donde se rendirían.
Antes de 1970, Biafra había quedado arrasada por la guerra y necesitaba urgentemente alimentos. En medio del hundimiento económico y militar, Ojukwu huyó del país y el resto del territorio de la república fue reincorporado a Nigeria.
Se cree que el conflicto se cobró la vida de entre 800 000 y un millón de personas, aunque algunas fuentes hablan de millón y medio. La mayoría de estas víctimas cayeron por la hambruna y las enfermedades.[cita requerida] El hecho de que pudiera sostenerse la guerra durante tres años, dado el nivel de subdesarrollo de ambos contendientes, solo fue posible gracias a la internacionalización del conflicto y a la posterior intervención de las grandes potencias mundiales en apoyo de una u otra facción. La propia secesión fue alentada en gran medida por intereses extranjeros en territorio biafreño, centrados en su riqueza mineral, principalmente de petróleo.

## Eventos que condujeron a la guerra
En 1960, Nigeria se independizó del Reino Unido. Al igual que muchos otros nuevos estados africanos, las fronteras del país no reflejaban los anteriores límites étnicos, culturales, religiosos o políticos. Así, la región septentrional del país tiene una mayoría musulmana, al estar formada principalmente por territorio del Califato de Sokoto indígena. La población del sur es predominantemente cristiana, y se compone principalmente del territorio de los estados indígenas Yoruba e Igbo, en el oeste y el este respectivamente. Tras la independencia, Nigeria se delimitó principalmente según criterios étnicos: Hausa y Fulani mayoritarios en el norte, Yoruba mayoritarios en el oeste, e Igbo mayoritarios en el este.
La tensión étnica había estado latente en Nigeria durante los debates sobre la independencia, pero a mediados del siglo XX comenzaron a producirse disturbios étnicos y religiosos. En 1945 se produjo un motín étnico estalló en Jos, donde los hausa-fulanis atacaron a los igbos y causaron numerosos muertos y heridos. Tuvieron que intervenir unidades de la policía y el ejército de Kaduna para restablecer el orden. Un artículo de periódico describe el suceso:
En Jos, en 1945, un repentino y salvaje ataque de los norteños cogió a los orientales completamente por sorpresa y, antes de que la situación pudiera ser controlada, los cadáveres de mujeres, hombres y niños orientales cubrían las calles y sus propiedades, valoradas en miles de libras, quedaron reducidas a escombros
Trescientas personas de etnia igbo fueron asesinadas en los disturbios de Jos. En 1953 se produjo un disturbio similar en Kano. Una década más tarde, en 1964 y durante la crisis política del Oeste dividió la región occidental cuando Ladoke Akintola se enfrentó a Obafemi Awolowo. Las denuncias generalizadas de fraude empañaron la legitimidad de las elecciones. Los occidentales estaban especialmente resentidos por el dominio político del Congreso Popular del Norte, muchos de cuyos candidatos se presentaron sin oposición a las elecciones. La violencia se extendió por todo el país y algunos empezaron a huir del Norte y el Oeste, algunos a la Dahomey. El aparente dominio del sistema político por el Norte y el caos que se desataba en todo el país motivaron a algunos militares a considerar la posibilidad de actuar con decisión. El gobierno federal, dominado por el norte de Nigeria, dejó que la crisis se desarrollara con la intención de declarar el estado de emergencia y poner la región occidental bajo la ley marcial. Esta administración del gobierno federal nigeriano era ampliamente percibida como corrupta. En enero de 1966, la situación llegó a un punto de ruptura. Se produjo un golpe militar durante el cual un grupo mixto pero predominantemente igbo de oficiales del ejército asesinó a 30 líderes políticos, incluido el primer ministro de Nigeria, Sir Abubakar Tafawa Balewa, y el primer ministro del norte, Sir Ahmadu Bello. También fueron asesinados los cuatro oficiales de mayor rango de origen norteño. El presidente Nnamdi Azikiwe, de origen igbo, y el político favorito de la región occidental Obafemi Awolowo no fueron asesinados. El comandante del ejército, General Aguiyi Ironsi tomó el poder para mantener el orden.
En julio de 1966, oficiales y unidades del ejército del norte dieron un contragolpe en el que murieron el general Aguiyi Ironsi y varios oficiales del sur. Los oficiales, predominantemente musulmanes, nombraron a un general de un pequeño grupo étnico (los angas) del centro de Nigeria, el general Yakubu "Jack" Gowon, jefe del Gobierno Militar Federal (FMG). Los dos golpes agudizaron las tensiones étnicas de Nigeria. En septiembre de 1966, aproximadamente 30.000 civiles Igbo fueron asesinados en el norte, y algunos norteños murieron en enfrentamientos en ciudades del este.
En enero de 1967, los líderes militares Yakubu "Jack" Gowon, Chukwuemeka Ojukwu y altos cargos policiales de cada región se reunieron en Aburi, Ghana, y acordaron una unión de regiones menos centralizada. Los norteños estaban en desacuerdo con este acuerdo que se conoció como Acuerdo de Aburis; Obafemi Awolowo, el líder de la Región Occidental advirtió que si la Región Oriental se separaba, la Región Occidental también lo haría, lo que persuadió a los norteños.
Tras regresar a Nigeria, el gobierno federal incumplió el acuerdo y declaró unilateralmente la creación de varios estados nuevos, incluidos algunos que gerrymandered los igbos en Biafra. El 26 de mayo, Ojukwu decretó la secesión de Nigeria, tras consultar a los líderes comunitarios de toda la región oriental. Cuatro días después, Ojukwu declaró unilateralmente la independencia de la República de Biafra, citando a los igbos asesinados en la violencia posterior al golpe como razones para la declaración de independencia. Se cree que este fue uno de los principales factores que desencadenaron la guerra.
La gran cantidad de petróleo de la región también creó conflictos, pues el petróleo ya se estaba convirtiendo en un componente importante de la economía nigeriana. Biafra estaba mal equipada para la guerra, con menos personal del ejército y menos equipamiento que los militares nigerianos, pero tenía ventajas sobre el Estado nigeriano, ya que luchaban en su tierra natal y contaban con el apoyo de la mayoría de los biafreños.
El FMG atacó Biafra el 6 de julio de 1967. Los esfuerzos iniciales de Nigeria fueron infructuosos; los biafreños lanzaron con éxito su propia ofensiva y sus esfuerzos de expansión, ocupando zonas en la Región del Medio Oeste de Nigeria en agosto de 1967. Sin embargo, con el apoyo de los gobiernos británico, estadounidense y ruso, Nigeria cambió el rumbo de la guerra. En octubre de 1967, el FMG había recuperado el territorio tras intensos combates. En septiembre de 1968, el ejército federal planeó lo que Gowon describió como la "ofensiva final". Inicialmente, la ofensiva final fue neutralizada por las tropas biafreñas. En las últimas etapas, una ofensiva del FMG del Sur logró romper la feroz resistencia.

## Legado

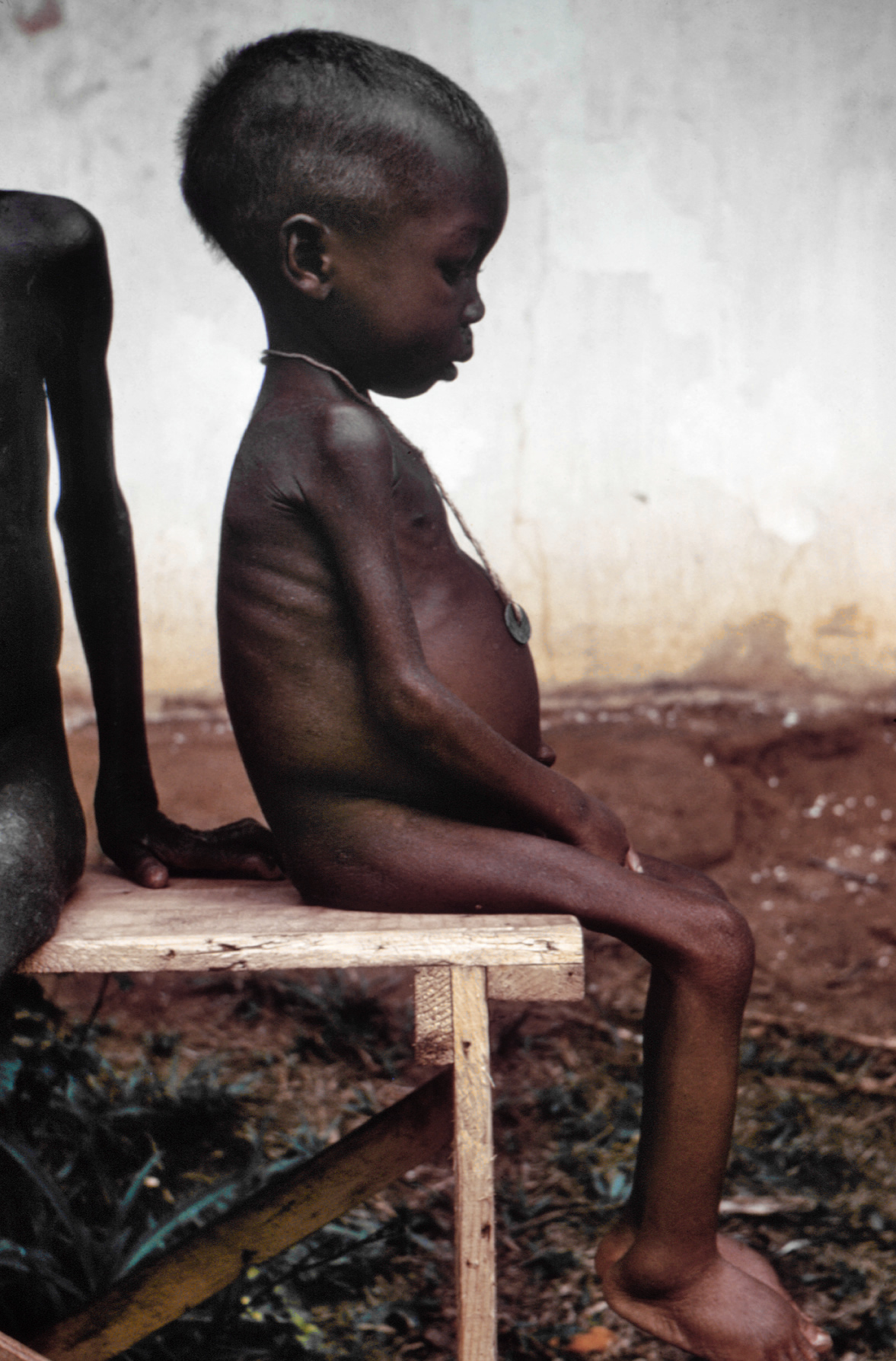
Niña que sufre los efectos del hambre severa y malnutrición durante el bloqueo nigeriano.

La organización humanitaria internacional Médicos Sin Fronteras se originó en respuesta al sufrimiento en Biafra. Durante la crisis, voluntarios médicos, además de trabajadores sanitarios y hospitales biafreños, sufrieron ataques del ejército nigeriano y fueron testigos de cómo las fuerzas de bloqueo asesinaban y mataban de hambre a civiles. El médico francés Bernard Kouchner también fue testigo de estos hechos, en particular del enorme número de niños hambrientos, y, cuando regresó a Francia, criticó públicamente al gobierno nigeriano y a la Cruz Roja por su comportamiento aparentemente cómplice. Con la ayuda de otros médicos franceses, Kouchner puso a Biafra en el punto de mira de los medios de comunicación y pidió una respuesta internacional a la situación. Estos médicos, dirigidos por Kouchner, llegaron a la conclusión de que era necesaria una nueva organización de ayuda que ignorara las fronteras políticas y religiosas y diera prioridad al bienestar de las víctimas.
En su estudio La viruela y su erradicación, Fenner y colegas[cita requerida] describen cómo la escasez de suministro de vacunas durante la campaña contra la viruela de Biafra llevó al desarrollo de la vacunación focal técnica, más tarde adoptada en todo el mundo por la Organización Mundial de la Salud de las Naciones Unidas, que condujo a la interrupción temprana y rentable de la transmisión de la viruela en África Occidental y en otros lugares.: 876–879, 880–887, 908–909 
En 2010, investigadores del Instituto Karolinska de Suecia y de la Universidad de Nigeria, Nsukka demostraron que los igbos nacidos en Biafra durante los años de la hambruna tenían mayor riesgo de padecer obesidad, hipertensión y alteraciones del metabolismo de la glucosa en comparación con los controles nacidos poco después de que terminara la hambruna a principios de la década de 1970. Los hallazgos están en consonancia con la hipótesis del origen evolutivo de la salud y la enfermedad, que sugiere que la desnutrición en los primeros años de vida es un factor predisponente de enfermedades cardiovasculares y diabetes en etapas posteriores de la vida.
Un trabajo de 2017 descubrió que las "mujeres biafreñas expuestas a la guerra en sus años de crecimiento muestran una estatura adulta reducida, una mayor probabilidad de sobrepeso, una edad más temprana en el primer parto y un menor nivel educativo. La exposición a un programa de educación primaria mitiga los efectos de la exposición a la guerra en la educación. Los hombres expuestos a la guerra se casan más tarde y tienen menos hijos. La exposición a la guerra de las madres (pero no de los padres) tiene efectos adversos sobre el crecimiento, la supervivencia y la educación de los niños. Los efectos varían en función de la edad de exposición. Para la salud maternoinfantil, los mayores impactos se derivan de la exposición en la adolescencia."

## Fuerzas Armadas
- Fuerza Aérea de Biafra